# Strmica (gmina Vrhnika)
Strmica – wieś w Słowenii, w gminie Vrhnika. W 2018 roku liczyła 151 mieszkańców.